# ピウス4世 (ローマ教皇)
ピウス4世（Pius IV、1499年3月31日 - 1565年12月9日）は、ローマ教皇（在位：1559年 - 1565年）。本名はジョヴァンニ・アンジェロ・メディチ（Giovanni Angelo Medici）。中断していたトリエント公会議を再開し、完了させたことでカトリックの対抗宗教改革の推進に大きく寄与した。その苗字を理由にメディチ家との血縁関係を主張し家紋などを刻んでいたが歴史家による証明はなされていない。

## 生涯
ミラノ出身。公証人の息子として生まれたが、父はミラノの政争に巻き込まれ不遇で、家は貧しかった。また、傭兵隊長・マリニャーノ侯となったジャン・ジャコモ・メディチは兄で、彼がフィレンツェ公（後にトスカーナ大公）コジモ1世に仕えたことは後に大きな意味を持つようになる。
パヴィア大学、ボローニャ大学で法学と医学を学び、1525年に教会法と市民法の博士号を取得、法律家として名声を博した。1527年にローマへ赴き、教皇庁最高記録官の1人となる。パウルス3世の信任を得て寵臣となり、兄と弟が教皇の家族と結婚していたことも相まって、1542年から1543年のオスマン帝国との戦争でハンガリー・トランシルヴァニアへ派遣された教皇軍の監督官に任命され、いくつかの街の長官から1545年にラグーザの大司教、1547年にボローニャの教皇特使代理を経て1549年に枢機卿になった。神聖ローマ皇帝兼スペイン国王カール5世の要請で1553年にカッサーノ司教、1556年にフォリーニョ司教となる。また3人の庶子を儲けた。
パウルス4世とはスペイン政策で対立して一時ローマを離れるが、彼の死後の1559年12月25日に教皇に選出され、1560年1月6日に戴冠、ピウス4世として教皇座についた。厳格すぎたパウルス4世と違い陽気な性格がローマ市民の人気を獲得、政策でもパウルス4世と異なり禁書目録の修正と異端審問の制限を行い、親ハプスブルク家政策を採りスペイン・神聖ローマ帝国と関係改善を図り、スペイン国王フェリペ2世や叔父の神聖ローマ皇帝フェルディナント1世と友好関係を築いた。
教皇として彼が初めにおこなったことは、前教皇時代の反乱に参加したとされて断罪した人々の恩赦と、前教皇の甥でかつ彼の下で専横を尽くしたカルロ・カラファ枢機卿とパリアーノ公ジョヴァンニ・カラファ兄弟の裁判と両名の処刑であった。自らも甥のカルロ・ボッロメーオを枢機卿に任命したためネポティズムは引き継がれていたが、ボッロメーオは対抗宗教改革に全力を尽くしてピウス4世に仕えた。他にも、前述の恩赦で異端の疑いをかけられ前教皇に投獄されたジョヴァンニ・モローネ枢機卿を釈放している。
1562年1月18日、10年にわたって中断されていたトリエント公会議が再開され、ここに第3会期が始まった。トリエント公会議の再開にはなみなみならぬ努力が必要であった。それは公会議をめぐって教皇庁だけでなく、フランス、スペイン、ドイツという強国のさまざまな思惑が錯綜していたからであった。ピウス4世はボッロメーオ枢機卿及びモローネ枢機卿の助力を得て、フェルディナント1世と交渉を重ね、公会議ではプロテスタントとの対話が完全に途絶える、各国代表団が司教と教皇の権威を巡り激論になるなど危うい展開が幾度か見られたが、なんとかトリエント公会議を1563年12月4日の閉会までもっていくことができた。公会議の議決および教令は1564年1月26日に勅令として布告された。これが『トリエント信条』ともいわれる有名なピウス4世の布告であり、スペインやフランスでは政治的な理由で限定的に受け入れられたにもかかわらず、カトリック世界全体に大きな影響を与えるものとなった。他にも、改訂した新たな禁書目録や『ローマ・カトリック要理問答』の新版を公刊させている。
1564年にはナバラ王国の女王であったジャンヌ・ダルブレをカルヴィニスムの異端容疑で召喚したが、フランス王シャルル9世の激しい抗議によって撤回に追い込まれた。同年、オーストリアとボヘミアにおける御血（ワイン）の拝領を認める勅書を公布している。ピウス4世は建築にも情熱を注いでおり、ローマや教皇領諸都市の修復や装飾、あるいは要塞化のために建築事業を推進した。
激しい非難にさらされたミケランジェロ・ブオナローティ作『最後の審判』に対してピウス4世は嫌悪感を示した1人で、トリエント公会議が下した一部の人物像に腰布を着ける決議を承認、ダニエレ・ダ・ヴォルテッラに実行させた。一方でミケランジェロに1560年から1564年までピア門の制作を任せている。
上述の通りハプスブルク家と友好関係を保った一方で、フェリペ2世に疎まれ異端審問所から追われてポルトガルに亡命していたイエズス会士フランシスコ・ボルハに救いの手を差し伸べ、1561年にボルハをローマへ召喚する勅書をイエズス会総長ディエゴ・ライネスへ届けた。ライネスからピウス4世の召喚命令を伝えられたボルハはポルトガルを脱出、トリエント公会議に出席したライネスに代わりローマで総長代理を務めることになる。
メディチ家とは血縁はないが、治世を通してフィレンツェ公コジモ1世と深く結びついていた。兄がコジモ1世に仕えていただけでなく、ピウス4世もコジモ1世に財政支援で教皇選出を後押しされた事情があり、見返りにコジモ1世の次男ジョヴァンニを1560年3月28日に枢機卿に叙任、コジモ1世のローマ表敬訪問を迎えたり、1562年にコジモ1世が結成した聖ステファノ騎士団の認可を与えたりしている。政略結婚にも手を貸し、コジモ1世の長男フランチェスコとフェルディナント1世の娘ジョヴァンナの婚約を1563年に取り付け、教皇の死後1565年12月16日に結婚式が挙行された。コジモ1世がピウス4世と結びついた背景は公爵より上の称号を狙っていたからで、ハプスブルク家の反対を押し切りピウス4世の下で「トスカーナ国王」の称号を受けることが目的であったが、ピウス4世の死去で挫折した。コジモ1世の野望が叶うのは、次の教皇ピウス5世の下で王より格下であるが、公より格上の「トスカーナ大公」の称号を授与される1569年8月24日である。
晩年の1565年には必要に迫られて教皇領の税金を上げたため人気が下降、ベネデット・アッコルティらによる謀反が計画されたが、事前に露見し未遂に終わった。ピウス4世は難を逃れたものの、まもなく世を去った。66歳であった。次の教皇はピウス5世が選出された。遺体は初めサン・ピエトロ大聖堂へ埋葬され、1583年に遺言に従いサンタ・マリア・デッリ・アンジェリ・エ・デイ・マルティーリ聖堂へ移葬された。